# Ferula longifolia
Ferula longifolia är en växtart i släktet Ferula och familjen flockblommiga växter.
Arten är en perenn ört som förekommer från sydöstra Ukraina till Kazakstan. Den beskrevs av Friedrich Ernst Ludwig von Fischer och Kurt Polycarp Joachim Sprengel 1818.